# Sedum roseum
Sedum roseum là một loài thực vật có hoa trong họ Crassulaceae. Loài này được (L.) Scop. miêu tả khoa học đầu tiên năm 1771.